# 초평저수지
초평저수지(또는 미호저수지)는 대한민국 충청북도 진천군 초평면 화산리에 있는 농업용 저수지이다.

## 사진

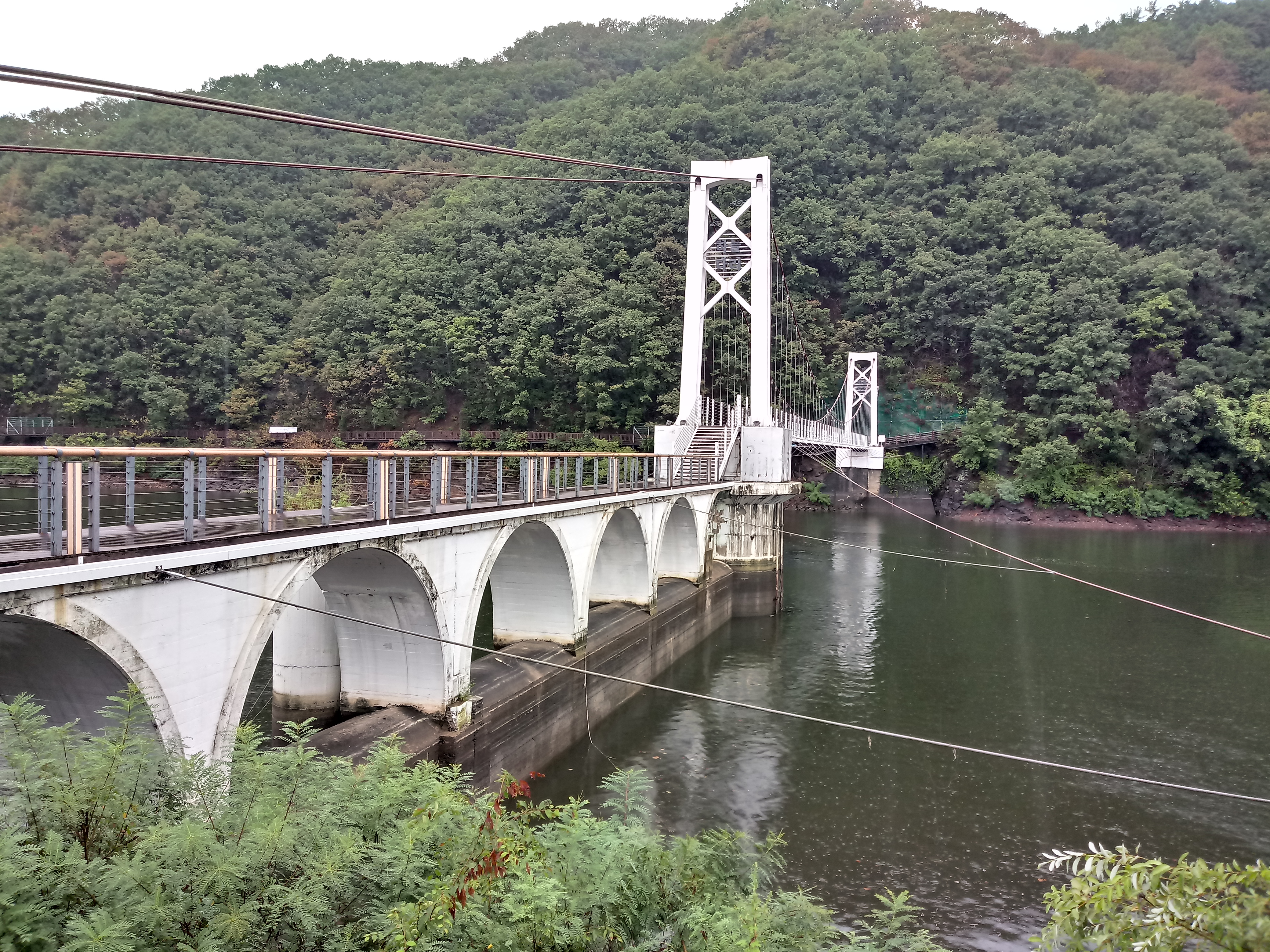
초평저수지 하늘다리

## 제원

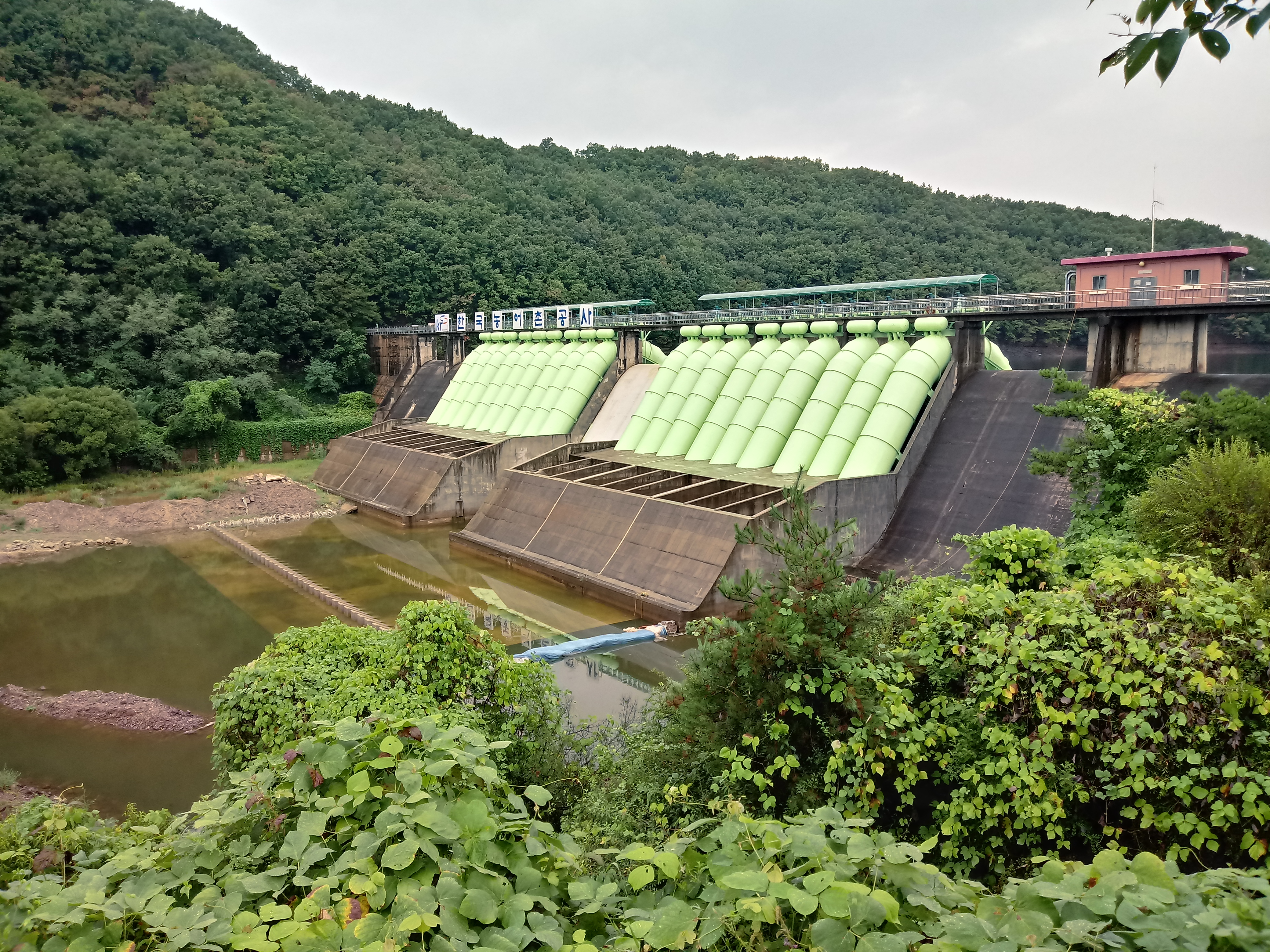
초평댐 사이펀 여수로. 2018년 8월

- 한발빈도: 10년
- 유역면적: 13,330ha
- 유효저수량: 13853.2천 m3
- 댐 형식: 콘크리트 중력댐

## 같이 보기
- 진천 농다리
- 대한민국의 저수지 목록